# آرتور ساوترن
آرتور ساوترن (به انگلیسی: Arthur Southern) ژیمناست زادهٔ ۲۶ مارس ۱۸۸۳ میلادی اهل کشور بریتانیا است.